# Униформе српске војске у Великом рату
Униформе српске војске у Великом рату иако је требало дa буду у складу са Прописима о униформи из 1908. године, српски војник није имао јединствену униформу током Првог светског рата. Са једне стране, то је било немогуће због недостатка војне опреме и одеће која је била свакодневна појава у српској војсци, а са друге због великог броја добровољаца који су се прикључили српској војсци и ратовали у аустроугарским униформама. Тако да је један део српског војничког строја у рат ушао у народној ношњи са шајкачом на глави и опанцима на ногама.

## Општа разматрања
Србија је, држећи корак с војним велесилама, међу првима „прекројила” војничку униформу, која је по изгледу српска сивомаслинаста униформа М1908 била доста боља од аустроугарских плавих униформи које нису имале никакво маскирно својство.
Пропис о униформи српске војске, донет 1908. године, дефинисао је модел  униформе М1908, који је  био карактеристичан за слику српског војника кроз све ратове вођене у другој деценији 20. века. Ове измене настале су из неколико разлога:
- да се униформа начини практичнијом како би у потпуности одговорила захтевима модерног ратовања.
- да има једноставнији крој чојане униформе, јер због све већег броја ратова за које је требало обезбедити огромне количине униформи, требало је и много новца, а њено поједностављивање директно је утицало на државне финансије.
- да се промени боја,што је била највећа новина, како би се сивомаслинастом бојом обезбеђивало је војнику боље стапање с околином и лакше кретање по бојном пољу.
- исти крој униформе за све, а разлика између војника, подофицира и официра видела се у чину окаченом на униформи, а не као раније и по самом кроју и боји униформе.

Овим прописом, регулисано је да се у првом позиву војске све боје чоје које су до сада важиле за поједине делове униформе подофицира и војника замене сивомаслинастом бојом. Док је боја чоје на копоранима и латицама на шињелима остала иста. Односно јаке на копорану по пропису о измени униформе из 1896. године биле су следеће: 
- пешадија црвена,
- артиљерија црна,
- коњица тамноплава,
- питомци војне академије затворено зелена.[3]
- Из ових прописа била је изузета једино краљева гарда и питомци војне академије.[3]

Изменама и допунама Прописа о одећи целокупне војске српске од 30. новембра 1908. године детаљно је дефинисан изглед латица за све родове оружја (ширина 4 cm, дужина 10 cm).
Овим прописом из униформе је избачен копоран ( блуза без дугмета која се затварала копчама на десној страни), а поново уведена блуза, која се израђивала у 4 класе, а код јахаћих трупа била је 5 cm краћа.
Капа је била дубља и могла се навући преко ушију, и није имала подбрадни каишић.
Панталоне су по Указу из 1900. године биле црне, изузев код војносудских официра, где су остале плаве, и коњице, где су биле црвене. Указом из 1908. године, кад је сивомаслинаста боја заменила остале боје чоје, панталоне су постале једнаке за све родове војске.
Што се тиче обуће, пешадија је носила цокуле, доста високе ципеле које су се закопчавале са спољне стране, а у недостатку њих војничку обућу мењали су традиционални српски опанци.

## Униформа по позивима
Први позив
Први позив који су чинили сви мушкарци старосне доби од 21. до 31. године старости, добијао је од државе целокупну војну опрему (оружје и муницију), обућу и комплетну нову сиво-маслинасту униформу. 
Други позив
Други позив, који су чинила лица од 31. до 38. године старости, добијао је од државе војну опрему (оружје, муницију), и одећу, махом старију плаву униформу, цокуле или опанке.
Трећи позив
Трећи позив који су чинила лица од 38. до 45. године старости, добијао је од државе (оружје и муницију),  а као у доба књаза Милоша, само шајкачу и шињел, а на себи је носио сопствено сељачко одело и опанке.
Последња одбрана

Последња одбрана обухватала је омладину од 18. до 21. и старије грађане од 45. до 50. навршене године старости (или чиче како су их у народу звали). Они су носили сопствена одела и опанке, а једино је шајкача била неизоставно обележје српског војника. Најчешће су били наоружани увелико застарелим пушкама једнометкама М.1880 система Маузер-Миловановић и М.1870 система Бердан. Ево једног описа како су били одевени припадници последњег позива — популарне „чиче ”
Чак и усред лета чича је био одевен као што се ми одевамо у време мраза. На својим плећима носио је вунени огртач од кавене тканине. О огртач прикачена је кукуљача, коју је набијао на главу за време кише, и која је целом његовом оделу давала калуђерски изглед. Испод огртача носио је кожух без рукава од јагњеће коже, са дебелом вуном окренутом унутра. Испод кожуха била је кошуља од платна, тканог код куће. И носио је чакшире, тесно приљубљене уз кукове и колена, али се позади ширише као кеса. На ногама је имао дебеле вунене чарапе, које су ишле преко чакшира чак до колена, окићене шарама сјајних боја. На ногама су му били опанци, пола ципеле, пола сандале.

## Војничка, наредничка и поднаредничка униформа
Одећа војника се састоји из шајкаче (шапке), шињела, блузе, чакшира,  чизама, цокула (опанака) и осталих делова униформе (торбица, опасач, упртача, чутурица, фишеклије). 
Шајкача
Шајкача, која је уведена у српску војску Кнежевине Србије 1870, остала је саставни део униформе, и Указом из 1908. године, с тим што није задржала изворну, плаву боју, већ је и она постала сивомаслинаста. Тиме је учинила сваког српског ратника препознатљивим на бојним пољу.
Шајкача је била од чоје сивомаслинасте боје, са дуплим преклопцем, који је ушивен за доњу ивицу шајкаче до сунцобрана, а слободни крајеви спреда су засечени и закопчавали су се копчама. Преклопци су могли бити и постављени. На предњем крају шајкаче пришивен је сунцобран пресован од коже сличне боји као шајкача.
Шапка наредника и поднаредника
Наредници и поднаредници свих родова војске и струка могли су имати и шапку, која је кроја као и за официре, од сивомаслинасте чоје, са бортом и горњом испуском од чоје, од које су и латице на блузи, и кокардом без краљевог монограма.
Шињел
Шињел је био са дворедним копчањем, дужине до половине листова, и исти је био као за официр. На десној нараменици налазио се помоћни каишић који је служио за ношење пушке. Нараменице и ваљци исти су као и код блузе. Шињел је постављен у рукавима и до струка, поставским платном. 
Војници су могли да подигну шињел и закопчају га са стражње стране како би ослободили ноге и лакше се кретали при убрзаном маршу. 
На шињелима наредника и поднаредника јака, пешеви, преклопци на џеповима, привидни џепови, спона, горња ивица нарукавља и горњи пеш на разрезу – опшивени су испуском ширине 2 mm од чоје боје латица. Сем тога, нараменице на блузи и шињелу наредника оперважене су испуском којом и шињел, дебљине 2 mm. На шињелима
каплара и редова нема никаквих испуски.  
Блуза
Војничка блуза, која је била једноставног кроја, по боји крагне, која је била подигнута, разликовала се од родови – црвена је обележавала пешадију, плава коњицу, црна артиљерију, мрка санитетску службу, бордо инжењерију. Крагне артиљерије и инжењерије биле су од кадифе, а остале од обојене чоје.
Блуза, се копча са седам скривених дугмади, на себи је имала нашивена четири џепа, од којих су горња два имала трокраки преклоп. Крој те војничке блузе потиче из 1860, а због своје једноставности и практичности задржао се, уз мање измене, све до 1941. године.
Панталоне
Панталоне, које су биле у истој боји и од исте чоје као и блуза, биле су широке у боковима, а сужене при дну.
Обућа
Код већег дела српске војске на ногама су се носиле цокуле, чизме (коњица) или опанци, у комбинацији с увијачима који су штитили војнике током хладних дана. Цокуле су израђене од викследера и по утврђеној мустри. Опанци и каишеви израђени су од штављене коже, а носе се кад се нареди.
Чизме су носили само поједини родови војске: пољска, хаубичка и коњичка артиљерија (код градске и брдске артиљерије само они који врше службу на коњу), коњица, понтонири и возари. Чизме су досезале до испод колена на 80 mm. Имале су меке саре, а горња ивица је била равна. Чизме су биле од викследера.
Остали делови униформе
Саставни део униформе била је и торбица, најчешће од платна, у којој су војници носили различите потрепштине, али и чувени војнички хлеб таин.

## Официрска униформа
Капа
Официри су носили капе са ширмом по Уредби из 1908. године. На капи су имали кокарду са словом владаревог имена. Официрска шајкача, израђена од чоје, била је тврда са сунцобраном и емајлираном тробојном ознаком за капу, с краљевим монограмом (кокарда). Доњи обод и горња испуска били су у боји којом се обележавала припадност роду војске. Војводе су имале и подбрадник, а при врху шајкаче златни ширит
Шињел
Шињел је био са дворедним копчањем, дужине до половине листова, са делтоидне ознаке на крагни шињела. На шињелу старешине су носиле и еполетушке које су означавале војни чин. 
Официрска блуза
Официрска блуза имала је исти крој као и код војника првог позива, али целу јакну у боји рода оружја. На блузи су старешине носиле еполетушке које су означавале војни чин, и гајтан у боји рода на рукаву, по чему се разликовала од војничке. 
Војводе су на еполетама имали војводске плетенице.
Панталоне
Панталоне, које су биле у истој боји и од исте чоје као и блуза, биле су широке у боковима, а сужене при дну, и нису се битно разликовале од војничких
Остала опрема
Од додатне опреме официри су имали и рукавице, које су се по боји разликовале од рода до рода.
Ципеле официра су углавном биле прекривене камашнама, продужетком који је покривао део ноге — од ципеле до колена.

## Проблеми и стање одеће
Проблеми у снабдевању одећом
Србија је из Балканских ратова изашла као победница, државна територија и број становника су знатно увећани али током рата је део ратних залиха био истрошен, пре свега муниција. Повећањем броја становника је порастао и број војно способних, тако да је Србија са новим крајевима могла да прикупи и до милион војника које требало обући опремити и наоружати. 
Како би се обезбедила израда униформи основане су Официрске задруге, на чији развој је утицао и развој текстилне индустрије, посебно фабрике чоје подигнуте
на Карабурми, која је од настанка пословала с војском. Међутим и поред постојање Задруге, Србија, осиромашена претходним ратовима, није могла да обезбеди довољан број униформи за све војнике, тако да је један део српског војничког строја у рат ушао у народној ношњи са шајкачом на глави. И поред тога што је производња униформи М1908 настављена у домаћим фабрикама све до октобра 1915. када је почела Тројна инвазија на Србију, све време се осећала њена несташица.
Приликом мобилизације 1914. већина војске је добила стандардне униформе М1908 али за трећепозивце их није било у довољном броју па су многи остали у цивилној одећи. Такође није било довољно обуће за целу војску па су наручени опанци као алтернатива.
Стање одеће и опреме на почетку Великог рата
Стање одеће и друге опреме на почетку Великог рата било је незадовољавајуће:
- Први позив народне војске био је снабдевен истрошеним оделима, преосталим из балканских ратова 1912/13. године, која су после демобилизације била враћена у магацине.
- Други позив није имао комплетну одећу, већ је неко имао блузу, неко шињел, неко панталоне, а појединци само шајкачу.
- Трећи и последњи позив био је у свом народном оделу, без војничког одела и обуће.

Поред недостатака у одећи и обући, велика оскудица владала је и у логорској опреми, храни, понтонирском материјалу, телеграфско-телефонској опреми, санитетском материјалу, колима, коњима и многим другим средствима и опреми. Оружје и опрема заплењени од Турака и Бугара нису могли попунити недостатке.

## Униформа по доласку на Крф
Након претрпљених патњи у албанској голготи, изнурена српска војска дошла је на Крф јануара 1916. године, носећи на себи преостале, поприлично оштећене  делове, нечега што се звало униформа, а један део је и даље био у сељачким оделима, само са шајкачом на глеви. Након опоравка и окрепљења, српска војска је на себе обукла савезничку униформу и у њој дочекала крај рата. Биле су то француске „блу хоризонт” и британске „каки” униформе. 
Плаву француску униформу допуњавао је „адријан” шлемом на коме су наши војници носили српски грб. Чакшире те униформе биле су сличне српским, док је кошуља имала усправну крагну, нескривено копчање и нашивене џепове. 
Стандардне британске униформе, M1902 Servicedress" каки боје, имале су оборену крагну на блузи, с два пара нашивених џепова, горњим и доњим. 
Међутим већина официра задржало је старе М1908 униформе. Шајкача је такође остала стандардна.

## Униформа на солунском фронту
Уочи преласка преко Албаније српска војска била је смањена готово на половину оних снага које је имала пред непријатељску офанзиву октобра 1915. године. После опоравка и реорганизације на Крфу, српска војска формирала је шест пешадијских дивизија и једну коњичку. Пешадијске су биле груписане у две армије
Пукови двеју српских армија били су једнообразно обучени унутар јединица, али су се разликовали: I пешадијски пук књаза Милоша носио је плаву француску униформу, III пук енглеску, VII пук краља Петра француску „каки”, тимочки артиљеријски пук плаву француску итд. Углавном, доминирао је француски „каки” који је у неку руку постао и оличење „солунаца”.
Како се српска авијатика на Солунском фронту у потпуности ослањала на француску организацију и технику, тако су усвојени и одговарајући знаци особља. На униформе свог матичног рода, српски авијатичари стављали су француске летачке ознаке, а додела и начин ношења оваквих обележја регулисани су одговарајућим француским прописима и пратећом администрацијом. Знак на овратнику блузе, крилце или крилати знак, или полукрило, био је званични француски знак за пилоте ваздухоплова. Носио се по један на свакој страни овратника, окренут наизменично. У употреби је био и неслужбени знак „орла”, такозвани bijoux fix који се носио изнад грудног џепа.
Српске трупе које су се опорављале у северној Африци на солунски фронт стигле су у француским униформама. Новина у српској војсци је био и шлем М15 Адриан који је напред имао утиснуту српску кокарду. 
Британске униформе су касније замењене из логистичких разлога па тако од 1917. па све до краја рата и повратка у Отаџбину, већина српских војника су носили стандардне француске униформе ,,Bleu horizon". Те униформе су биле плаве боје па нису баш биље омиљене али је такође било и колонијалне варијанте у драп боји која је била доста боља.
Српски војници на Солунском фронту су такође носили обућу британске и француске производње.